# Holopelus bufoninus
Holopelus bufoninus är en spindelart som beskrevs av Simon 1886. Holopelus bufoninus ingår i släktet Holopelus och familjen krabbspindlar. Inga underarter finns listade i Catalogue of Life.